# Старое Село (Рава-Русская городская община)
Старое Село (укр. Старе Село) — село в Рава-Русской городской общине Львовского района Львовской области Украины.
Население по переписи 2001 года составляло 356 человек. Занимает площадь 9,83 км². Почтовый индекс — 80318. Телефонный код — 3252.